# DKW Junior
La DKW Junior est une voiture du segment citadine du constructeur automobile allemand DKW, produite de 1959 à 1963.

## Junior
Lors du salon de l'automobile de Francfort 1957, DKW présente un prototype avec un moteur bicylindre de 660 cm3 appelé DKW 600. À l'exception du moteur, il est similaire à la DKW Junior. En août 1959, la production en série de la DKW Junior commence.
Vers 1960, la DKW Junior est l'un des rares modèles de voitures particulières produits avec un moteur à deux temps. Son moteur trois cylindres en ligne d'une cylindrée de 750 cm3 et de 34 ch est installé devant l'essieu avant. Le radiateur et la boîte de vitesses à quatre vitesses entièrement synchronisée sont derrière. La roue libre typique des voitures à deux temps n'est pas présente sur la DKW Junior. Le refroidissement fonctionne selon le principe du thermosiphon avec un thermostat. Chaque cylindre est détoné par un système d'allumage séparé, de sorte que le moteur a trois rupteurs et trois bobines d'allumage sur l'alternateur situé au-dessus des cylindres. Des câbles d'allumage très courts évitent les pertes. Les arbres de transmission de la voiture ont des joints de transmission à l'extérieur des roues et des cardans à l'intérieur de la boîte de vitesses.
Comparé à d'autres voitures à deux temps de l'époque, comme les Wartburg ou la Trabant, le moteur fonctionne très bien, avec peu de bruit et de vibrations, notamment grâce à un vilebrequin à quatre paliers bien équilibré, un bloc-cylindres et un carter en fonte grise et un ventilateur en nylon silencieux. Une autre lacune concevable du processus à deux temps est d'autant plus évidente dans la DKW Junior : la consommation de carburant élevée pour un véhicule de cette classe, qui en conduite pratique est de 8,5 à 11,5 l/100 km.
La carrosserie est soutenue par un cadre en caisson. Certaines pièces, comme les ailes, sont boulonnées et donc facilement remplaçables. La suspension avant se compose de doubles triangles avec des ressorts de torsion longitudinaux réglables et des amortisseurs télescopiques. À l'arrière, il s'agit d'un pont rigide (« pont à manivelle de torsion ») avec deux bras tirés et une barre Panhard inclinée, avec un ressort à barre de torsion transversale et des amortisseurs télescopiques. Afin d'alléger les masses non suspendues, les tambours de frein avant se trouvent sur la boîte de vitesses (comme sur 2cv). Des nervures ou de petites pales autour des tambours dits turbo doivent améliorer le refroidissement. Comme les plus grands modèles DKW, la DKW Junior a également une direction à crémaillère et pignon. Le châssis demande beaucoup d'entretien, il faut le graisser en 40 points tous les 7 500 km.
Avec la carrosserie trapézoïdale de la Junior, Auto Union s'éloigne de la forme arrondie et profilée de la voiture de tourisme DKW, qui est basée sur un design d'avant-guerre. Elle a des ailerons de queue et des panneaux latéraux qui s'étendent presque horizontalement au-dessus des phares. Elle n'est livrée qu'avec deux portes et offre un espace intérieur relativement important et, notamment grâce aux montants de toit étroits, une très bonne vue d'ensemble. Il y a aussi un grand coffre dans lequel la roue de secours est à droite et non sous les bagages comme dans les anciens modèles. Le réservoir est sous le coffre derrière l'essieu arrière. L'inconvénient est la haute résistance à l'air.
L'équipement de la voiture comprend, entre autres, un volant avec un moyeu bas, un changement de vitesse au volant pour la boîte de vitesses à quatre vitesses entièrement synchronisée, un tableau de bord résistant aux chocs et un clignotant de phare. Un toit ouvrant en acier était disponible moyennant un supplément de 260 DM ; l'embrayage automatique Saxomat coûtait 275 DM supplémentaires.

## Junior de Luxe

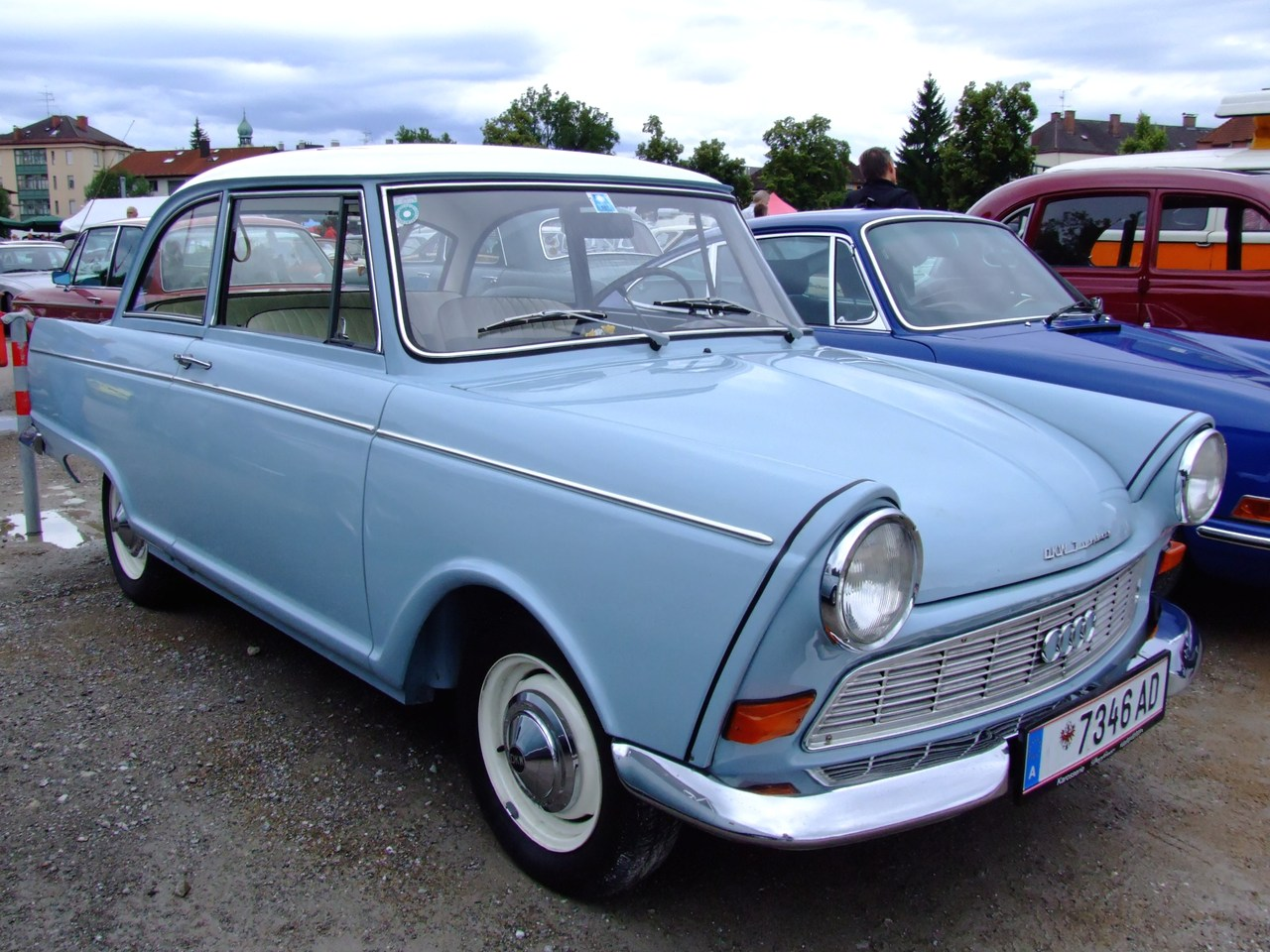
La DKW Junior deLuxe

Lors du salon de l'automobile de Francfort 1961, Auto Union présente la DKW Junior de Luxe, qui se distingue notamment du modèle de base par ses phares clairement saillants. Elle est conçue d'une part comme un successeur et d'autre part comme une variante plus luxueuse de la Junior originale, avec, entre autres, des fenêtres triangulaires à charnières dans les portes, un capot qui peut être verrouillé de l'intérieur et une bande chrome décorative sur les côtés. La cylindrée du moteur est augmentée à 796 cm3 (alésage × course = 70,5 × 68 mm), la puissance est inchangée à 34 ch. Comme l'Auto Union 1000, la voiture est également équipée d'un système d'huile fraîche automatique, qui est désormais disponible en option dans la DKW Junior au prix de 100 DM. L'huile n'a plus besoin d'être mélangée à l'essence dans le bon rapport, comme d'habitude avec les moteurs à deux temps, mais est remplie dans un réservoir d'huile et acheminée par un graissage séparé vers les cylindres et le volume est défini en fonction de la charge du moteur. En conséquence, moins d'huile est brûlée et les nuisances olfactives sont réduites.
La Junior de Luxe n'est construite que pendant deux ans et, en 1963, elle est remplacée par la DKW F 11/F 12, un modèle perfectionné basé sur la Junior.

## Données techniques
|                         | Junior                                          | Junior de Luxe                                  |
| ----------------------- | ----------------------------------------------- | ----------------------------------------------- |
| Années de construction  | 1959-1962                                       | 1961-1963                                       |
| Superstructures         | L2                                              | L2                                              |
| Moteur                  | 3 cyl. Série 2 temps                            | 3 cyl. Série 2 temps                            |
| alésage × course        | 68 mm × 68 mm                                   | 70,5 mm × 68 mm                                 |
| Cylindrée               | 741cc                                           | 796cc                                           |
| Puissance (ch)          | 34                                              | 34                                              |
| Puissance max. (kW)     | 25                                              | 25                                              |
| Rotation par minute     | 4300                                            | 4300                                            |
| Moment d'une force (Nm) | 63,8                                            | 71.1                                            |
| Rotation par minute     | 2500                                            | 2500                                            |
| Compression             | 8-8.25:1                                        | 7-7.25:1                                        |
| Consommation            | 9 l/100 km                                      | 9,5 l/100km                                     |
| Boîte de vitesses       | 4 vitesses avec changement de vitesse au volant | 4 vitesses avec changement de vitesse au volant |
| Vitesse maximale        | 114 km/h                                        | 116 km/h                                        |
| poids à vide            | 700 kg                                          | 710 kg                                          |
| Permis poids total      | 1015-1080kg                                     | 1095 kilogrammes                                |
| Électricité             | 6 volts                                         | 6 volts                                         |
| Longueur                | 3.965 m                                         | 3.98 m                                          |
| Largeur                 | 1.575 m                                         | 1.575 m                                         |
| Hauteur                 | 1.43 mm                                         | 1.4 m                                           |
| Empattement             | 2.175 m                                         | 2.175 m                                         |
| Roue avant/Roue arrière | 1.18 m/1.212 m                                  | 1.18 m/1.212 m                                  |
| Cercle de braquage      | 10.7m                                           | 10.7m                                           |
| Taille de pneu          | 5.20–12″                                        | 5.50–13″                                        |

- L2 = 2 portes berline